# جونگ گیونگ-می
جونگ گیونگ-می (انگلیسی: Jeong Gyeong-mi؛ زادهٔ ۲۶ ژوئیهٔ ۱۹۸۵) جودوکار اهل کره جنوبی است.